# Juan Ibarrola
Juan Ibarrola Orueta (Llodio, 1900 - Llodio, 28 de agosto de 1976) fue un militar español, que participó en la guerra civil española. Miembro de la Guardia Civil, tras el estallido de la contienda se mantuvo fiel a la República; encuadrado en el Ejército republicano, mandó varias unidades militares y llegó a alcanzar el grado de teniente coronel.

## Biografía

### Formación y primeros años
Nacido en 1900 en la localidad alavesa de Llodio, realizó sus estudios en Bilbao. Ingresaría en la Academia de Infantería de Toledo, donde fue compañero de Francisco Galán. Llegó a participar en la Guerra de Marruecos, donde tuvo una actuación destacada. Posteriormente ingresó en el cuerpo de la Guardia Civil. En julio de 1936, al estallido de la Guerra civil, ostentaba el rango de capitán de la Guardia Civil y se encontraba destinado en la 22.ª comandancia de la Guardia Civil —la correspondiente a Vizcaya—. Católico ferviente, se mantuvo fiel a la República y se opuso decididamente a la rebelión militar.

### Guerra civil
Tuvo un papel relevante durante la guerra en el Norte. En el otoño de 1936 se integró en el Ejército de Euzkadi creado por el Gobierno provisional vasco para defenderse de los sublevados. Durante la batalla de Villarreal estuvo al frente de una de las columnas que atacó la localidad, a finales de 1936. Más adelante fue puesto al mando de una de las divisiones del I Cuerpo de Ejército de Euzkadi, participando en los combates en Vizcaya y en la batalla de Santander. Durante la campaña de Asturias mandó la 50.ª División, que agrupaba los restos de la 3.ª División vasca. Ibarrola tomó parte en la batalla de El Mazuco, antes de la caída de Asturias, de donde lograría escapar.
Regresó a la zona republicana, donde recibió el mando de una división del XIV Cuerpo de Ejército Guerrillero. Poco después fue puesto al mando del XXII Cuerpo de Ejército, en sustitución del coronel Ricardo Burillo. Al frente de su unidad llegó a tomar parte en la toma de Teruel, lo que le valió su ascenso al rango de teniente coronel. A pesar de este éxito, Ibarrola no pudo evitar la posterior pérdida de Teruel en febrero de 1938. Unos meses más tarde, todavía al mando de su Cuerpo de Ejército, participa activamente en la Campaña del Levante, logrando defender exitosamente Valencia. Por su papel en estos combates sería posteriormente condecorado con la Medalla del Valor. A comienzos de 1939 tomó parte activa en la Ofensiva de Valsequillo, consiguiendo conquistar un amplio territorio aunque no logró evitar la caída de Cataluña. Al final de la guerra apoyó el golpe de Estado del coronel Casado contra el gobierno de Juan Negrín. Debido a ello, el teniente coronel José Recalde Vela —comandante de la 47.ª División y opuesto al golpe— llegó a destituirlo y asumió temporalmente el mando del XXII Cuerpo de Ejército.

### Posguerra
Al finalizar la guerra se encontraba en el puerto de Alicante, junto a cientos de refugiados republicanos. Allí sería detenido por los franquistas, siendo recluido en el campo de concentración de Los Almendros primero y trasladado después al campo de concentración de Albatera. Tras dos meses de internamiento allí en pésimas condiciones, acabó encarcelado en el castillo de Santa Bárbara de la capital. Fue juzgado en consejo de guerra y condenado a muerte, siéndole conmutada la pena por 30 años de prisión. Con la reducción de penas después del final de la Segunda Guerra Mundial fue puesto en libertad, volviendo a su tierra natal.
Falleció en Llodio, en 1976.